# Chondrina oligodonta
Chondrina oligodonta es una especie de molusco gasterópodo de la familia Chondrinidae en el orden de los Stylommatophora.

## Distribución geográfica
Es  endémica de Italia.

## Hábitat
Su hábitat natural son: zonas rocosas.  

## Estado de conservación
Se encuentra amenazada de extinción por la pérdida de su hábitat natural.